# Kayan (Bornéo)
Les Kayans sont une ethnie vivant à l'intérieur des terres dans le nord de l'île de Bornéo. Ils sont implantés dans le  Kalimantan (Indonésie) et au  Sarawak (Malaisie). Dans ce dernier État, ils font partie de l'ensemble de population baptisé Orang Ulu. 

## Implantations
Dans les années 1980 on dénombrait environ 30 000 kayans. Une partie  d'entre eux (13 400) vit dans l'État de Sarawak (Malaisie) le long des cours moyen de la Baram et les rives du Rajang ainsi que dans les villes côtières comme Bintulu. Les autres kayans ont leur habitat dans l'est et le nord du Kalimantan (Indonésie).  Au Sarawak les kayans sont rattachés à un groupe de tribus, baptisé Orang Ulu, qui partagent un grand nombre de traits culturels et vivent tous de manière traditionnelle le long des cours supérieurs des fleuves et sur les hauts plateaux intérieurs.

## Mode de vie et culture
Les Kayans pratiquent traditionnellement une agriculture sur brûlis du riz et du sagou qui les amène à se déménager au bout de quelques années. Ils complètent leur alimentation avec la chasse et de manière plus marginale la pêche. Ils vivent dans des maisons longues, habitations construites sur pilotis et abritant plusieurs familles. Celles-ci sont édifiées le long des rivières qui servent de voies de communication. La plupart des Kayans, traditionnellement animiste, se sont convertis au christianisme. Ils sont proches de l'ethnie Kenyah. Leur langue fait partie des langues kayaniques sous-groupe de langues de la branche malayo-polynésienne des langues austronésiennes.      

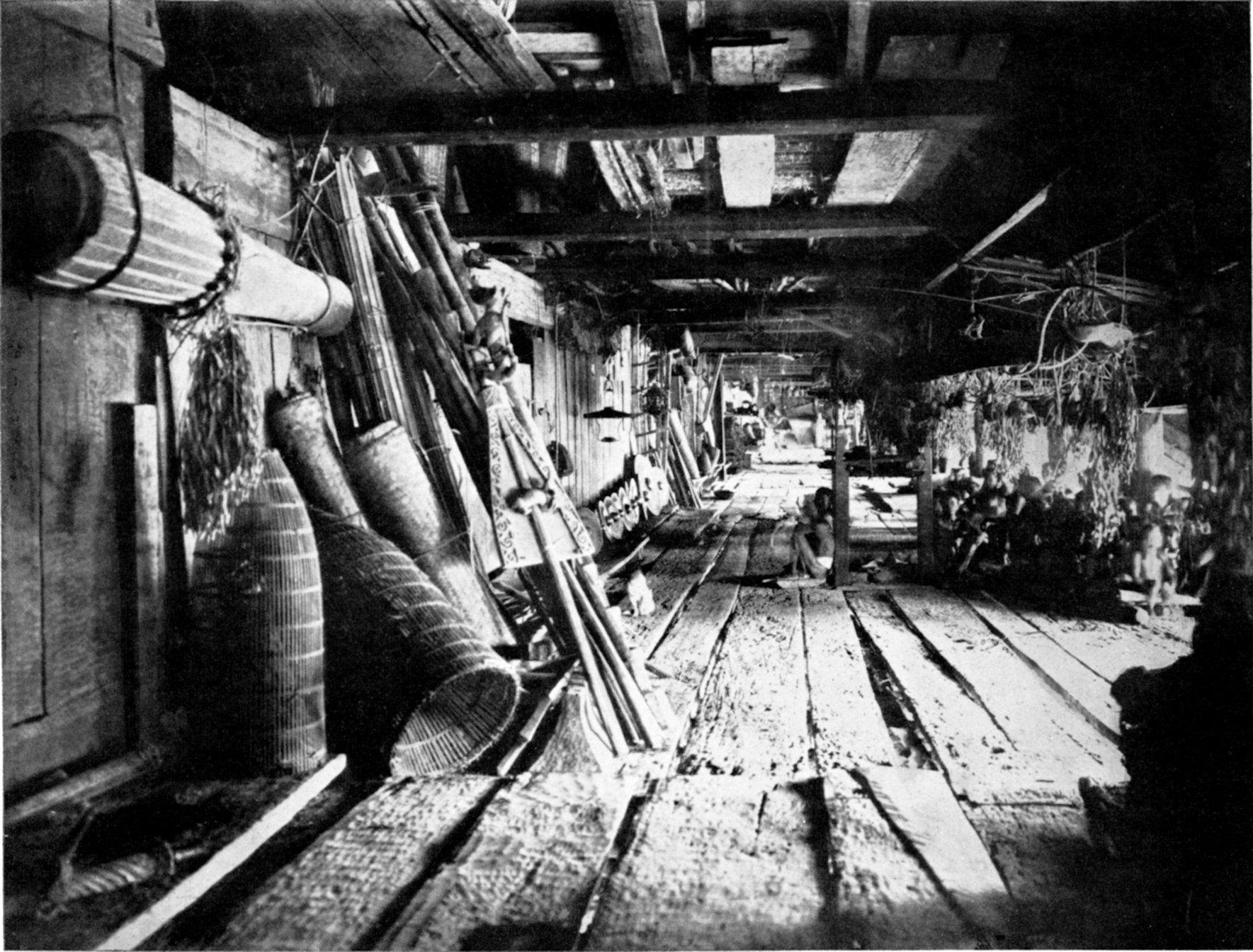
Galerie extérieure d'une longue maison kayan
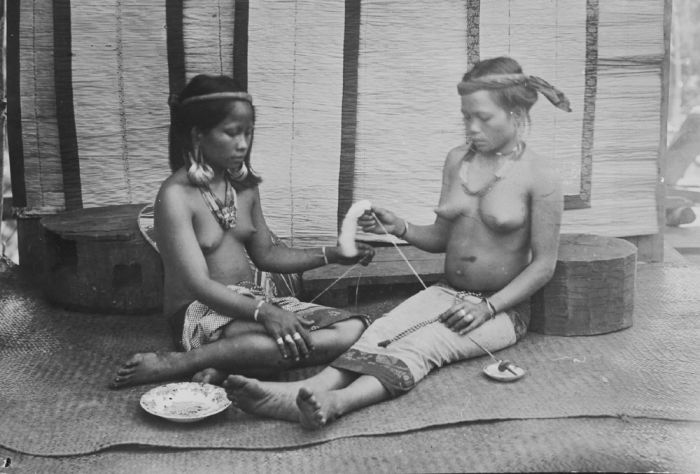
Femmes kayan en train de tisser
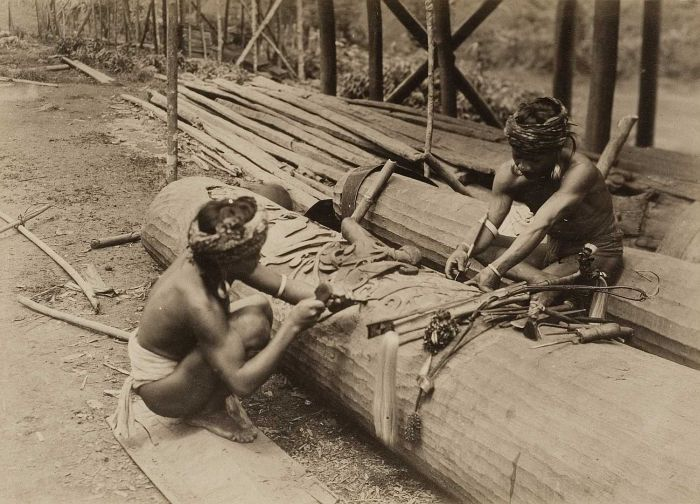
Deux kayans en train de décorer le poteau destiné à soutenir une grande maison.